# Impact Is Imminent
Impact Is Imminent címmel jelent meg az amerikai Exodus együttes negyedik nagylemeze 1990. június 21-én. Ez volt az első lemezük, amely a Capitol Records kiadásában jelent meg, valamint itt debütált a zenekar új dobosa John Tempesta. Ez volt az utolsó album melyen Rob McKillop basszusgitározott. Ugyan a következő lemezen a Good Friendly Violent Fun címűn még ő volt hallható, ez az 1991-ben megjelent koncertlemez 1989-es felvételeket tartalmazott. Az Impact Is Imminent album 2008-ban újra kiadásra került, 1990-es megjelenésekor pedig az amerikai Billboard listán a 137. helyre került.

## Háttér
Az 1989-es Fabulous Disaster megjelenése után az Exodus olyan zenekarokkal turnézott együtt, mint az Anthrax, a Nuclear Assault, a Helloween, a Forbidden vagy az Acid Reign. A turné 1989. július 14-én a San Francisco városában található The Filmore-ban ért véget, mely koncert rögzítésre is került. A felvételeket két évvel később Good Friendly Violent Fun címmel jelentették meg. 1989 decemberében vonultak stúdióba, a felvételek 1990 januárjában értek véget. Ugyan a lemezt a Capitol Records adta ki, de a jelentősebb sikerek ezennel is elkerülték az együttest.
A megjelenést követően az 1990-es esztendő második felét ismét turnézással töltötték. 1990. július 21.-én az Oakland városában található Kaiser Center-ben léptek fel a Red Hot Chili Peppers előtt. 1990 augusztusában Amerikában turnéztak a Suicidal Tendencies és a sikerei elején járó Pantera társaságában. Az európai koncerteken már a Flotsam and Jetsam, a Vio-lence valamint a korábbi turnépartner a Forbidden játszott velük. 1990. december 28-án felléptek a San Franciscoban  található The Filmore-ban, majd 1991-ben ismét Európában koncerteztek a Judas Priest előzenekaraként. A koncerteken az Annihilator is fellépett, az Exodus azonban meg nem nevezett okok miatt félbeszakította a turnét. Helyükre a Pantera ugrott be.

## Fogadtatás
Annak ellenére, hogy az albumot a Capitol Records adta ki, nem lett sikeresebb, mint az elődjei. Ugyan Gary Holt később azt nyilatkozta, hogy ezen az albumon hallható a legjobb riffjei közül néhány, a kritikusok nagyrészt negatívan nyilatkoztak az albumról. Eduardo Rivadavia az AllMusic kritikusa másfél csillagot adott a lehetséges ötből és kijelentette, hogy ez az Exodus leggyengébb albuma. Hozzátette, hogy egyes dalszövegek bántóan ostobának hatnak, kiemelve a Lunatic Parade dalt. Egyesek kifogásolták a lemez hangzását, hozzátéve, hogy egyes dalok túlságosan hosszúra sikerültek.

## Az album dalai
Az összes szám szerzője Gary Holt.
| 1.    | Impact Is Imminent              | 4:20 |
| 2.    | A.W.O.L.                        | 5:44 |
| 3.    | The Lunatic Parade              | 4:14 |
| 4.    | Within the Walls of Chaos       | 7:45 |
| 5.    | Objection Overruled             | 4:34 |
| 6.    | Only Death Decides              | 6:07 |
| 7.    | Heads They Win (Tails You Lose) | 7:43 |
| 8.    | Changing of the Guard           | 6:49 |
| 9.    | Thrash Under Pressure           | 2:38 |
| 49:47 |                                 |      |

## Közreműködők

### Exodus
- Steve Souza – ének
- Gary Holt – gitár
- Rick Hunolt – gitár
- Rob McKillop – basszusgitár
- John Tempesta – dob

## További tudnivalók
- Felvételek: Music Grinder és a Record Two Mendocino Stúdiók
- Egyes felvételek az Alpha & Omega, a The Plant és az Earwax stúdiókban készültek.
- Producer: H-Team (Rick Hunolt és Gary Holt)
- Felvétel: Csaba Petocz
- Keverés: Marc Senesac az Alpha & Omega stúdióban.
- Hangmérnök: John Bush, Lewis Demetri, Chris Fuhrman, Andy Newell és Jim McKee
- Hangmérnök segédek: Steve Heinke, Lawrence Ethan, Shawna Stobie, Ulrich Wild, Casey McMackin és Manny Lacarrubba
- Maszterelés: Stephen Marcussen

## Pozíció
Album – Billboard (Észak-Amerika)
| Év   | Lista             | Pozicíó |
| ---- | ----------------- | ------- |
| 1990 | The Billboard 200 | 137     |